# Star Wars Jedi Knight: Mysteries of the Sith
Star Wars Jedi Knight: Mysteries of the Sith es la expansión del primer Jedi Knight. Este capítulo de la saga ocurría algún tiempo después del encuentro entre Mara Jade y Luke Skywalker, pero unos cuantos años después del primer Jedi Knight.
En estos momentos Kyle Katarn es considerado todo un maestro al igual que Skywalker, quien confía la instrucción de Mara a su amigo Kyle.
Una de las mejores cosas de este juego es que tras manejar durante los primeros niveles a Katarn, su irremisible descenso al lado oscuro mientras investigaba unas ruinas Sith, te brindaban la oportunidad de manejar a Mara Jade el resto de la aventura. Por desgracia no contaba con las magníficas cinemáticas del primer juego ni con la posibilidad de escoger entre cualquiera de los dos caminos de la Fuerza.
El compositor de la banda sonora del juego fue Peter McConnell.
- Datos: Q55301